# بنو شعبة

قبيلة بني شعبة هي جذم قبلي يرجع نسبه إلى قبيلة كنانة الخندفية المضرية العدنانية من بني الذبيح إسماعيل بن الخليل إبراهيم عليهما السلام، وبلادهم تقع جنوب مكة المكرمة مما يلي ساحل تهامة الحجاز وكذلك شمالها.

## نسبهم
بني شعبة ينتسبون إلى:
- بني الدئل بن بكر بن عبد مناة بن كنانة بن خزيمة بن مدركة بن إلياس بن مضر بن نزار بن معد بن عدنان ، ويجتمع نسبهم مع نسب الرسول محمد عليه أفضل الصلاة والسلام في كنانة بن خزيمة.[1]
- قال عنهم العالم الزمخشري ( توفي سنة 538 هـ ) :[2]

| بنو شعبة | أدام من خط المصنف قال السيد علي بالكسر وقال فيه ماء يقال له بئر ادام على طريق اليمن لبني شعبة من كنانة | بنو شعبة |

- قال عنهم الشريف أبو الحسن عُلَي العلوي بن عيسى بن حمزة السليماني الحسني ( توفي سنة 556 هـ ) :

| بنو شعبة | ماء يقال له بئر إدام على طريق اليمن لبني شعبة من كنانة | بنو شعبة |

- ونقل ابن عساكر (ت 571 هـ) في كتابه تاريخ دمشق قول أبي اليقظان العجيفي:

| بنو شعبة | وأما بنو عدي بن الدؤل، فلهم عدد كثير بالحجاز | بنو شعبة |

وكذلك نقل الذهبي (ت 648 هـ) في كتابه “سير أعلام النبلاء” قولا آخر لأبي اليقظان وهو: 
| بنو شعبة | وأما بنو عدي بن الدؤل، فلهم عدد كثير بالحجاز | بنو شعبة |

- وقال عنهم ابن خلدون (ت 808 هـ):  | بنو شعبة | فيما بين مكة والمهجم مما يلي اليمن قبائل بني شعبة من كنانة | بنو شعبة |[3]
- وقفت قبيلة بني شعبة من كنانة مع شريف مكة حسن بن عجلان ضد جيش السلطان المملوكي المصري الناصر فرج بن برقوق سنة 812 هـ.[4]
- وقال عنهم الشريف حسين في الرحلة اليمانية: قبائل شعبة التي هي فرع من قبائل هذيل.[5]
- وقال عنهم محمد سليمان الطيب:[6]

| بنو شعبة | وكان من كنانة: بنو شعبة حول إدام. وتفرقت كنانة في الإسلام، وحلت قبيلة حرب ديار كنانة الشمالية -بين مكة والصفراء- فاندمجت أحياء من كنانة في حرب. أكبر بقايا كنانة اليوم قبيلة بني شعبة: قبيلة تقع ديارها جنوب مكة تجاور هُذيلا من الجنوب الغربي، ممتدة من وادي إدام شمالا إلى ما وراء الليث جنوبًا. ومن فروع بني شعبة: 1 - الجحادلة: سكان أدام إلى سعيا، ومنهم: آل راشد والجملة والسليم. 2 - عَضَل: سكان وادي مركوب "127" كيلا جنوب مكة، وهذه دخلت في بقايا كنانة. 3 - الزنابحة -بالموحدة قبل الحاء المهملة-: سكان وادي الغال قرب الليث. 4 - رحمان: في أطراف وادي الليث الشمالية. 5 - الجُبرة: سكان بلدة غُمَيقة وما جاورها. 6 - بنو شهاب: شرق وجنوب شرقي الليث وليس لكنانة هذه صلة بكنانة زهران، فتلك ثابت نسبها في زهران قديمًا. وكانت لكنانة سلطنة على حلي، وكان أمراؤها من بني حَرَام، ظلت أخبارها. ولا زالت هناك قبيلة تحمل اسم كنانة بأسفل وادي حلي، ينتسب أفرادها كناني، وحلى كان من ديار كنانة قديمًا، كما يوجد فرع بهذا الاسم في بني شهر، ولا أعلم صلته بكنانة العدنانية، وديار بني شهر قريبة من ديار كنانة. تتردد في تأريخ مكة حتى القرن التاسع الهجري، وهذا يؤكد لنا أن كنانة حلي اليوم وما حولها من بطون كنانية انتشرت بين القبائل المجاورة، هي كنانة بن خزيمة. | بنو شعبة |

## ديارهم
تقع ديار بني شعبة في ساحل تهامة جنوب غرب منطقة مكة المكرمة وكذلك شمالها بامتداد شريط الساحل الغربي، وتحدهم من الشرق قبيلة بجيلة بني مالك وقبيلة بني يزيد وقبيلة فهم ومن الشمال قبيلة هذيل ومن الجنوب قبائل الأشراف وبقية قبائل كنانة.
ومن ديارهم: غميقة ، جبل سروعة، جبل شامة، جبل طفيل، مجنة، وادي إدام (الملحاء، المرخه، صخرة رايه)، وادي التلاعة، وادي مركوب، يلملم، رخمة، منضح، المحدث، المنصحية، عتود، الوطيات، وادي الغالة، بطحان.

## قبائل بني شعبة
- الجحادلة وواحدهم الجحدلي
- الجبرة وواحدهم الجبيري
- الزنابحة وواحدهم الزنبحي
- رحمان وواحدهم الرحماني
- الحجاحجة وواحدهم الحجاجي
- الحلقة وواحدهم الحلاقي
- عضل وواحدهم العضلي - وأصلهم من القارة دخلوا بحلف ضمن كنانة منذ الجاهلية

## فتح مكة
كان بين أجداد بني شعبة وهم بنو الدئل بن بكر من كنانة وبين قبيلة خزاعة نزاع وثأرات في الجاهلية فلما انعقد صلح الحديبية تم تخيير القبائل المحيطة بالحديبية بين الدخول في عقد رسول الله وبين الدخول في عقد قريش فدخلت خزاعة فورا بعقد رسول الله وكذلك دخلت بنو الدؤل بن بكر في عقد قريش لأن قريش وبنو الدؤل بن بكر أبناء عمومة يجمعهم الجد كنانة. وكان يوم الوتير والذي أغارت فيه بنو الدئل بن بكر على بني كعب من خزاعة سببا في انتهاء صلح الحديبيبة وتجهيز رسول الله أصحابه لفتح مكة.